# Severni Brabant
Severni Brabant (nizozemsko Noord-Brabant [ˌnoːrd ˈbraːbɑnt] ; brabantsko Broabant [ˈbrɑːban]), neuradno imenovan tudi Brabant, je pokrajina na jugu Nizozemske. Na severu meji na pokrajini Južna Holandija in Gelderland, na vzhodu na Limburg, na zahodu na Zelandijo, na jugu pa na flamski pokrajini Antwerpen in Limburg. Severna meja poteka po reki Meuse/Maas proti zahodu do njenega ustja v ožini Hollandsch Diep, ki je del delte Ren - Meuse - Šelda. Severni Brabant je imel januarja 2023 približno 2.626.000 prebivalcev. Večja mesta v Severnem Brabantu so Eindhoven (231.642 prebivalcev), Tilburg (217.259), Breda (183.873), glavno mesto pokrajine 's-Hertogenbosch (154.205) in Helmond (94.967).